# Мате Бобан

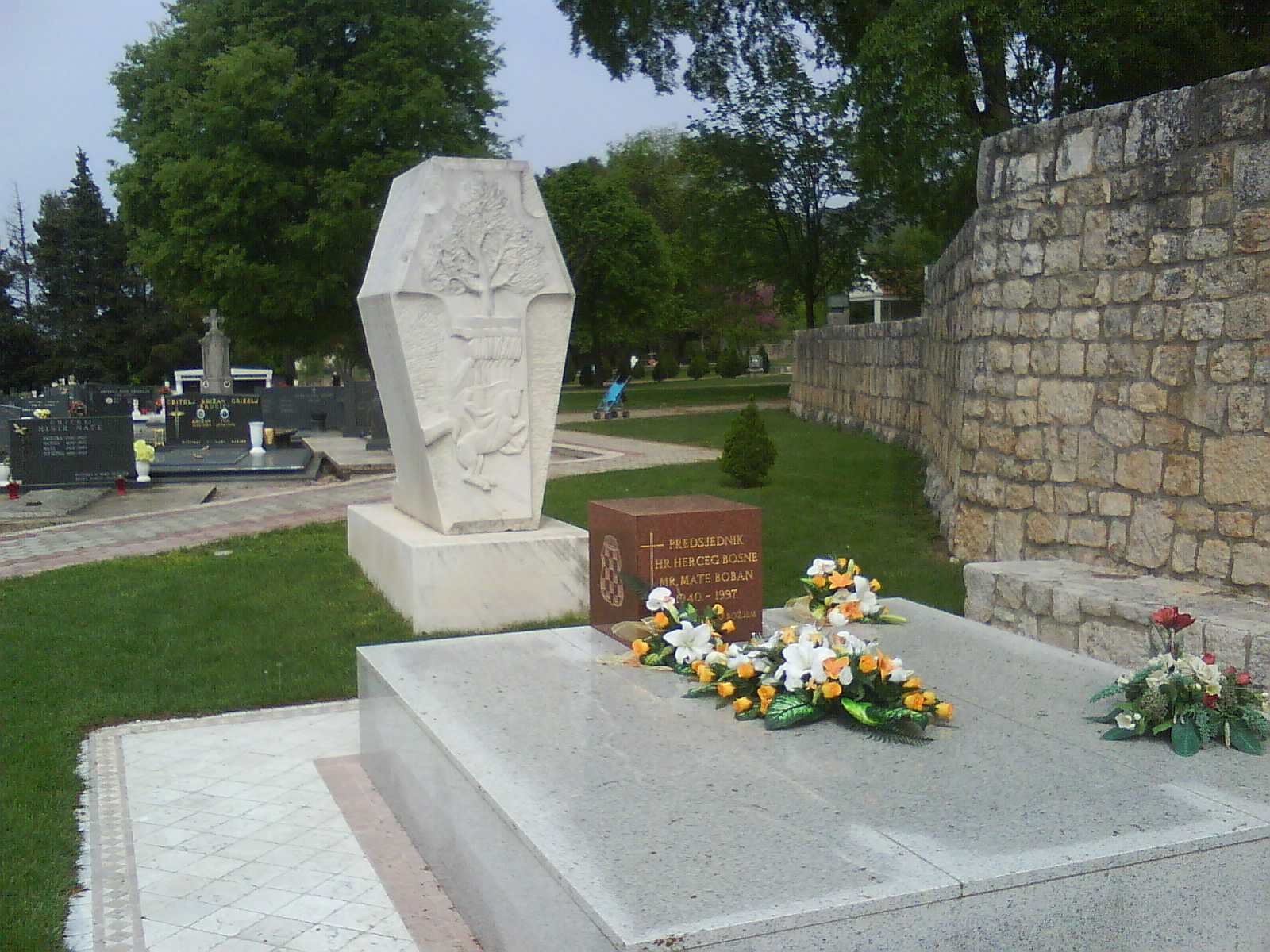
Могила Мате Бобана

Ма́те Бо́бан (хорв. Mate Boban; нар. 12 лютого 1940, с. Совичі, біля Груде, колишня Югославія, нині Боснія і Герцеговина — пом. 7 липня 1997, Мостар, Боснія і Герцеговина) — провідний політик боснійських хорватів, керівник Хорватської ради оборони під час Боснійської війни.

## Життєпис
Засновник і перший голова Хорватської громади Боснії і Герцеговини, а згодом президент самопроголошеної Хорватської Республіки Герцег-Босна зі столицею в західному Мостарі з 18 листопада 1991 по березень 1994 року. Член Хорватської демократичної співдружності Боснії і Герцеговини.
Помер у Мостарі після інсульту.